# Roteck (Schladminger Tauern)
Das Roteck ist ein 2742 m ü. A. hoher Berg in den Schladminger Tauern auf der Grenze zwischen den österreichischen Bundesländern Salzburg und Steiermark. Obwohl zwei Meter höher als der benachbarte Preber, steht das Roteck touristisch in dessen Schatten. Es ist nach dem Hochgolling und der Hochwildstelle der dritthöchste Gipfel der Niederen Tauern.

## Lage und Umgebung
Das Roteck liegt am Preberkamm im südlichen Teil der Schladminger Tauen. Es bildet die höchste Erhebung des gut zehn Kilometer langen, vom Tauernhauptkamm nach Süden ziehenden Grates, der die Landesgrenze zwischen dem Salzburger Lungau (Lessachtal) und der steirischen Krakau (Prebergraben) markiert. Von seinem bekannteren, südöstlichen Nachbargipfel Preber ist das Roteck durch das Mühlbachtörl (2478 m) getrennt. Weitere Nachbargipfel sind die Große Barbaraspitze (2726 m) unmittelbar nordöstlich, der Stierkopf (2505 m) westlich und die Golzhöhe (2580 m) südlich des Berges. Rund um den Gipfelstock liegen im Uhrzeigersinn Stoderkar, Moarkar, Preberkessel und Stierkar. Die westlichen Abhänge sind Teil des Biosphärenparks Lungau-Nockberge.

## Geologie und Geomorphologie

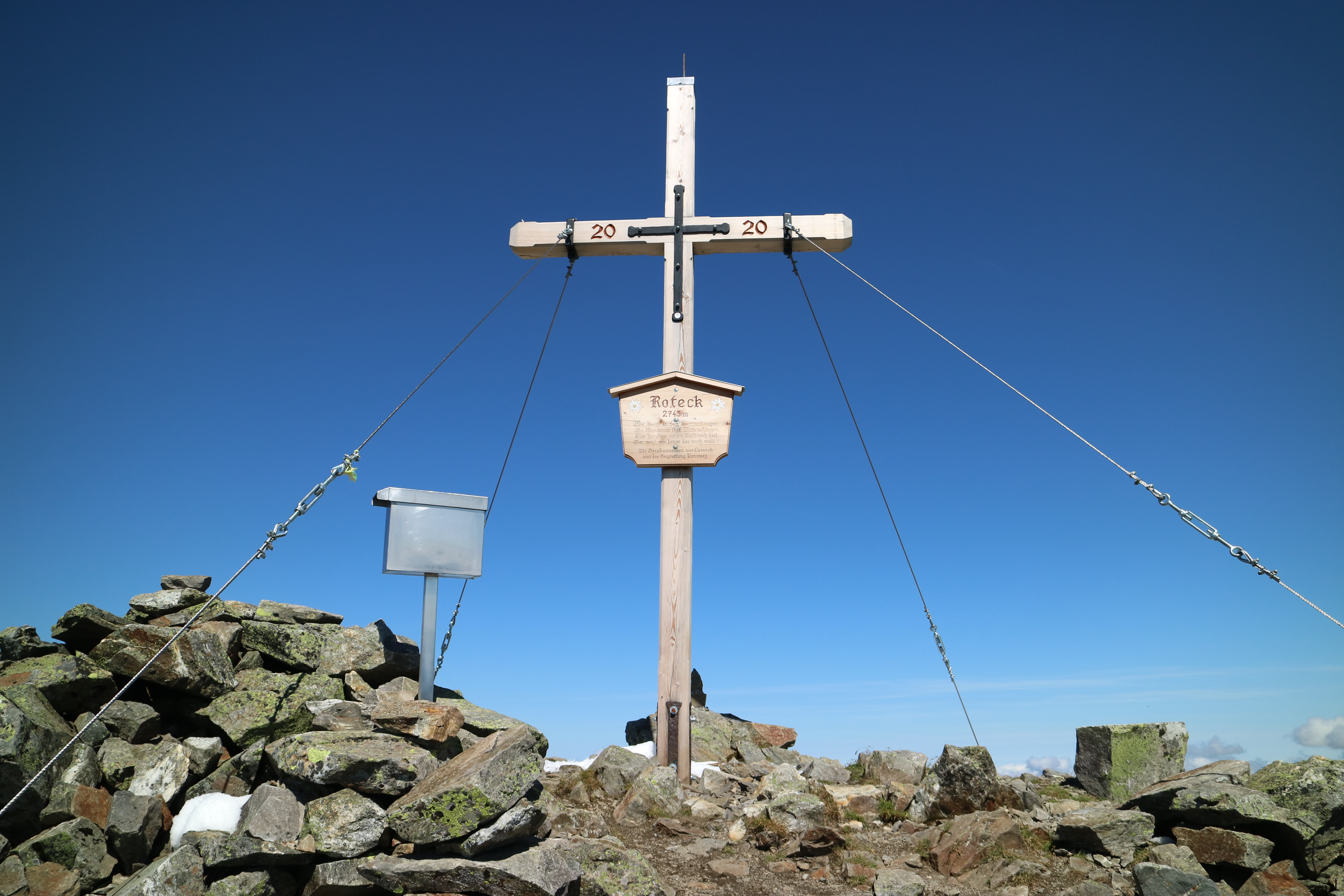
Gipfelkreuz auf dem Roteck

Ähnlich wie der benachbarte Preber besteht das Roteck aus granitisch injiziertem Biotitgneisen mit Lagen von Hornblendeschiefern. Die Gesteine fallen meist steil zwischen 60 und 80 Grad nach Norden ein und bauen den Kamm zwischen Hochlahneck im Norden und Bockleiteneck im Süden auf. Der südliche Vorgipfel des Roteck ist aus Paragneisen mit Lagen von Aplitgneis und Hornblenden aufgebaut. Im Federweißschartl zwischen diesem Vorgipfel und der Golzhöhe stehen über den Biotitgneisen vier bis fünf Meter Talkschiefer sowie abwechselnd verschiedenmächtige Schichten von Biotitamphibolit und Smaragditschiefer mit 60-Grad-Nord-Fallen an. Die grünlich-seidig glänzenden Talkschiefer zeigen mikroskopische Reste von Hornblenden, die lichtgrünen Smaragditschiefer bestehen aus dicht beieinander liegenden Stängeln von Smaragdit. An einigen Stellen, etwa im Moarkar, ziehen ausgedehnte Schutthalden von den Kämmen abwärts.

## Aufstieg
Das Roteck wird vor allem in Kombination mit dem Preber bestiegen, weist im Gegensatz zum Tamsweger Hausberg aber einige Schwierigkeiten auf. Der Aufstieg erfolgt vom zwischen den beiden Gipfeln eingeschnittenen Mühlbachtörl und führt zunächst über den Südostgrat auf den Kamm und nach einem kurzen Abstieg über die Südwestflanke des Berges zum Gipfel. Der spärlich rot-weiß markierte Weg Nummer 788 überwindet mehrere leichte Kletterstellen und erfordert Trittsicherheit und Schwindelfreiheit. 
Wichtigste Ausgangspunkte für eine Besteigung sind die Grazer Hütte (1897 m) und der Prebersee (1514 m). Der Aufstieg von der Hütte über den Jakob-Reicher-Weg (und den Preber) dauert etwa 3½ Stunden, vom See über die Preberhalterhütte ist mit rund 4 Stunden zu rechnen. Die weglose und nicht markierte Gratüberschreitung (II) vom Roteck über Große Barbarspitze (2726 m), Moarkarspitze (2540 m, heute Kleine Barbaraspitze genannt), Moarscharte und Krautkareck (2521 m) zum Bockleiteck (früher Kleine Barbaraspitze genannt, 2515 m) nimmt etwa 2½ Stunden in Anspruch.
Das Panorama vom Roteck umfasst unter anderem die Nockberge im Süden, die Hohen Tauern mit dem Großglockner im Westen, den Hochkönig im Nordwesten und den Dachstein im Norden. Das 2020 von der Bergrettung Tamsweg aufgestellte Gipfelkreuz trägt folgende Inschrift:

„Wo Berge in den Himmel ragen,

Wo Wanderer ihre Tritte schlagen,

Hier heroben ist die Welt noch heil,

Wer weiß, wie lange das noch weilt!“